# Louis Abric
Pour les articles homonymes, voir Abric.
Louis Abric (Lunel, 28 octobre 1886 - Lunel, 6 mars 1953) est un boulanger et écrivain de langue occitane.

## Biographie
Il est né à Lunel dans une famille de boulangers.
Boulanger lui-même, entre deux fournées, il s'adonne à l'écriture en provençal (comme l'on dit alors), alternant poésies et comédies de mœurs. Sa première œuvre, en 1910, est ainsi une épopée poétique sur les croisades du nom de « Palouna », mais c'est l'expérience de la guerre et des tranchées qui marquera finalement son œuvre, réveillant en lui sa fibre régionaliste. Il affirmera en effet que le midi, peut à présent « redresser la tête… en montrant les tombes où dorment ses enfants ! ». Militant de la langue occitane, il adhère au Félibrige, fonde le journal L'écho du Vidourle, et occupe finalement les postes de majoral du Félibrige en 1936 et de secrétaire de la Nacioun gardiano. Il lui arrivera également d'écrire en français. Il meurt à Lunel en 1953.

## Œuvres
- Palouna, 1910
- La Fille de Roland
- Cigalo de Roussilhoun, 1936
- Œuvres poétiques, 1986